# Eunidia propinqua
Eunidia propinqua là một loài bọ cánh cứng trong họ Cerambycidae.